# إلياس عون
إلياس عون (من مواليد جزين في لبنان) هو كاتب وصحفيّ لبناني، كما أنّه مدير عام دار ألف ليلة وليلة التي تصدرُ عنها عددٌ من المجلّات والصُحف. شغل إلياس منصب أمين صندوق نقابة الصحافة اللبنانية، وعضو الأمانة العامة في اتحاد الصحافيين العرب، ثمّ انتُخب نقيباً لمحرري الصحافة اللبنانية في دورتي 2012 و2015. صدرت لهُ عددٌ من الكتب والروايات لعلَّ أبرزها روايةُ «دفتر العمر» التي صدرت عام 2006، ورواية «أقول الحقيقة» التي صدرت عن دار الفارابي عام 2008، ورواية «لا شيء غير الحقيقة» التي صدرت هي الأخرى عن دار الفارابي عام 2012.

## الحياة المُبكّرة والتعليم
وُلد إلياس عون في مدينة جزين بلبنان وهناك درس وترعرع. حصلَ عون على إجازة في الإعلام من جامعة ستراسبورغ، ثمّ بدأ النشاط الصحافي منذ العام 1957، حيثُ عمل في الحديث المصور ورقيب الأحوال والأوريان والجريدة والصفاء كما كتبَ مقالات متفرّقة في عددٍ من الصحف العربية وأصدر في وقتٍ ما وكالة الأنباء المحلية.

## المسيرة المهنيّة
اقتحمَ إليس عون مجال الصحافة مبكّرًا، حيث اشتغل في جرائد وصحف غير معروفة في البداية ثمّ تدرَّج حتى وصل للعمل في مؤسسات إعلامية كبيرة في لبنان فضلًا عن حضوره المستمرّ في نقابتي الصحافة والمحرّرين وهو ما أكسبَه الخِبرة الواسعة حتى اختير نقيبًا خلَفًا لملحم كرم.
يتحدثُ كتاب «ثلاث سنوات نقيبًا» عن إلياس عون حيث يُقدّم صورة واضحة ومتكاملة – حسب كلام بعض النقاد – عن نشاط إليالس النقابيّ ومشاركته فيما سمَّاهُ الواجب الوطني، كما يتحدثُ عن دور الرجل في نقابة محرّري الصحافة اللبنانية والحركة النقابية الحرّة.
أصبحَ إلياس عون مدير عام دار ألف ليلة وليلة التي تصدرُ عنها: البيرق، والحوادث، وLa revue du liban والـ Monday morning، كما شغل في وقتٍ ما منصب أمين صندوق نقابة الصحافة اللبنانية، وعضو الأمانة العامة في اتحاد الصحافيين العرب. انتُخب نقيباً لمحرري الصحافة اللبنانية في دورتي 2012 و2015.
تناول عون في روايتهِ «دفتر العمر» موضوعًا سمَّاهُ في صفحات الكتاب ملامح الحبيب والأب. ضمَّت الرواية رسائل عاشق تتنازعه الرغبة ويوقظه الوعي. هذا العاشق تجتاحه ملامح امرأة، اتقنت فن العزف على قيثارة الحب بصمت يجتاز الكلمات ويطوق خيوط رجولته والطرق المؤدية إليها حتى أحكمت تكبيله فحاصرته بجمالها كما يصفها.
في كتابه الثاني «أقول الحقيقة»، يُعرّج عون على ما يُسمّيها المسؤولية الكبرى، والتي تتمثلُ أساسًا في قول الحقيقة بحسبِ الكاتب اللبناني، حيث يرى أنَّ شرف الحقيقة أن تظلّ عارية، فلا يجوز أن تتستّر بثوب، ولا يحقّ لها أن تتبرّج وتتزيّن كما ذكرَ في إحدى الصفحات. يرى إلياس أنّ قول الحقيقة مهمّة شبه مستحيلة في ما يصفهُ الزمن الرديء، في السياسة، في ميادين الأدب والفنون وفي شؤون الفكر والأخلاق وسائر القيم الإنسانية كما يُؤكّد في نهاية الصفحات على أكثر الذين يكرهون الحقيقة.
في كتابه «لا شيء غير الحقيقة»، يُؤكّد إلياس عون أنّه لا يخافُ على لبنان، ولكنه يتخوف من انعكاسات ما يجري في المنطقة، على الأوضاع المعيشية، والاقتصادية اللبنانية؛ فكل ما يجري – بحسبه – من ظهور دويلات داخل كل دولة، لا يُؤدي إلا إلى خدمة إسرائيل، التي تستفيد من هذا التصاع. يتحدث عون في هذا الكتاب أيضًا عن أميركا ولو بشكل مقتضب حيث يروي كيف تتدخل في بعض الدول وتُخرّبها من خلال تنمية صراعات جديدة، وحروب جديدة في المنطقة. يُعرّج عون في حديثه على الصحافي، أو المؤسسة الصحافية، وتأثيراتهما وانعكاسات هذا التأثير في تحقيق الغايات وإيصال الرسالة الإعلامية إلى حيث تريد الوصول.

## آراء
يرى إلياس عون أنَّ الإعلام يُشكّل ثروة حضارية إنسانية، وميزة مرتبطة بوجود المجتمع والدولة، تتحتّم رعايته وإحاطته بالضمانات الأخلاقية والقانونية.

## قائمة أعماله
هذه قائمةٌ بأبرز أعمال الكاتب والصحفي اللبناني إلياس عون:
- دفتر العمر (رواية صدرت عام 2006)[14]
- أقول الحقيقة (رواية صدرت عن دار الفارابي عام 2008)[15]
- لا شيء غير الحقيقة (رواية صدرت عن دار الفارابي عام 2012)[16]